# Pílades

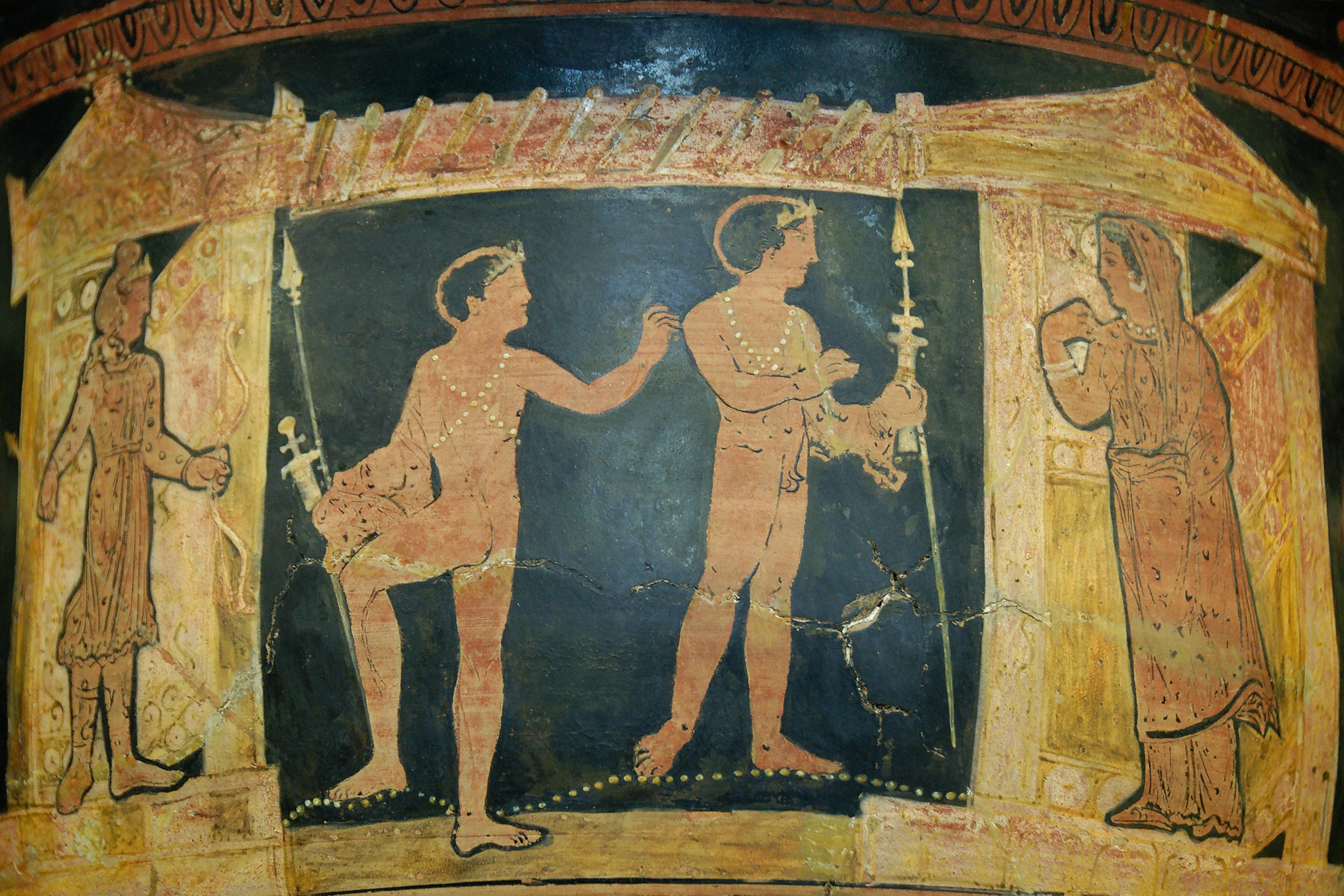
Pílades y Orestes en Táuride, en una vasija del

En la mitología griega, Pílades (en griego antiguo: Πυλάδης, Pyládes), conocido principalmente por ser amigo de Orestes, era el hijo del Estrofio, rey de la Fócide, y de Anaxibia, hermana de Agamenón y Menelao.
El personaje de Pílades ha sido desarrollado principalmente por los autores griegos de tragedias, y aparece siempre asociado a la figura de Orestes, como Acates a la de Eneas.

## Orestes y Pílades
Orestes había huido a la Fócide desde Micenas, donde era rey Agamenón, su padre, durante el romance de su madre Clitemnestra con Egisto, mientras su marido Agamenón estaba ausente en la guerra de Troya. Allí fue criado en la ciudad de Crisa, al pie del monte Parnaso, junto con Pílades, su primo, que terminó siendo para él como un hermano. Mientras Orestes estaba fuera, Clitemnestra cometió adulterio con Egisto y, cuando Agamenón regresa de Troya lo mata. La razón aducida por su asesina esposa fue que él había matado antes a Ifigenia, hija de ambos, sacrificada en Áulide a los dioses para que apaciguaran los vientos en su travesía hacia Troya, y conjurar así el naufragio que pudieran provocar. Luciano lleva va más allá en la relación de amistad entre Orestes y Pílades. Dice que Orestes se comportaba casi más como amante de Pílades que como amado.

## Muerte de Egisto y Clitemnestra
Orestes regresó a Micenas buscando vengar a su padre Agamenón y, con la ayuda de su primo Pílades (otra versión dice que fue impulsado por su hermana Electra), termina matando a su madre Clitemnestra y a su amante Egisto. Cuando Orestes comenzó a vacilar, sintiendo pena por su madre, fue Pílades quien le dio ánimos. Esta historia procede directamente de la única trilogía trágica conservada, la Orestíada de Esquilo, concretamente de su segunda tragedia, Las coéforas.

## Intento de asesinato de Helena
Pílades, por haber tomado parte en el crimen, fue desterrado por su padre Estrofio cuando regresó a su hogar. Pílades se unió entonces a Orestes para tratar de asesinar a Helena, la esposa de su tío Menelao, cuando este dejó de ayudarlos. Terminaron secuestrando a Hermíone, hija de la pareja.

## Viaje a Táuride
El mismo Pílades es un personaje importante en la tragedia Ifigenia en Táuride de Eurípides. Orestes, acompañado por Pílades, debe escapar de las Erinias yendo a Táuride (actual Crimea) por orden de Apolo para llevar la estatua de Artemisa de regreso a Atenas.
Capturados en Táuride, Pílades y Orestes son ofrecidos como sacrificio a Artemisa en el templo donde la sacerdotisa no es otra que la hermana de Orestes, Ifigenia, rescatada por Artemisa cuando iba a ser sacrificada en Áulide por su padre Agamenón en su ruta a la guerra troyana. Ella ofrece liberar a uno de los dos, con la condición que lleve una carta a Grecia informando de su paradero. Orestes y Pílades desean sacrificarse el uno por el otro, pero cuando la emotiva carta hace que Ifigenia reconozca a su hermano Orestes, los tres escapan a Grecia llevándose la estatua de Artemisa.

## Matrimonio e hijos
Pílades terminó casándose con Electra, la hermana de Orestes, y tuvo dos hijos, Medonte y Estrofio II.